# 大崎市立古川南中学校
大崎市立古川南中学校（おおさきしりつ ふるかわみなみちゅうがっこう）は、宮城県大崎市古川穂波にある公立中学校。通称は「南中」（なんちゅう、みなみちゅう）もしくは「古川南」（ふるかわみなみ）。

## 概要
2006年、古川市立古川中学校（現・大崎市立古川中学校）の過密化解消を目的に「大崎市立古川南中学校」として創立された。
校舎のコンセプトの一つとして「自然力重視のエコロジカルスクールの実現」を掲げ、自然通風・採光などの自然の持つエネルギーを最大限に利用し環境に配慮する施設とすることで生徒が環境について考えるきっかけを与える学校を目指した。

## 校歌
作詞・作曲：さとう宗幸

## 校舎構成
管理棟、図書館棟、普通教室棟、特別教室棟、屋内体育館棟で分かれている。
普通教室棟は平屋で設計されていて、全棟バリアフリー設計である。
校舎等の設計・建設・維持管理業務では、民間のノウハウを取り入れたPFI手法(東北初)を用い新設された。

## 指定服

### 制服
デザインは男女ともにシングル・ブレザータイプで、胸元には「Furukawa Minami」の頭文字を図案化した「FM (F.Minami)」のエンブレムが刺繍されている。ボタンは金色で、エンブレム同様「FM」が印されている。
スラックス、スカートともにグレーを基調としたデザインが採用されている。

### 運動着
平成29年度からデザインが変更となった。青と紺を基調としたデザインで、半袖・長袖ともに背中に「Furukawa 南 J.H.School」と印されている。またブランドはphitenを採用している。

## 主な進学前小学校
- 大崎市立古川第三小学校
- 大崎市立古川第五小学校